# Lý Nhân Đạt
Lý Nhân Đạt (chữ Hán: 李仁達; ?- 947), còn gọi là Lý Hoằng Nghĩa (李弘義) (945-946), Lý Hoằng Đạt (李弘達) (946), Lý Đạt (李達) (946-947), và Lý Nhụ Uân (李孺贇) (947), là một quân phiệt thời Ngũ Đại Thập Quốc trong lịch sử Trung Quốc. Ban đầu ông là một quân nhân của nước Mân. Trong những năm cuối của Mân, ông nổi dậy chống lại hoàng đế Vương Diên Chính và đoạt quyền kiểm soát khu vực Phúc châu. Ban đầu ông trung thành trên danh nghĩa với cả Nam Đường và Hậu Tấn. Khi Hoàng đế Nam Đường Lý Cảnh nỗ lực buộc ông phải nhượng quyền kiểm soát thực tế cho triều đình Nam Đường, ông quay sang theo Ngô Việt và cùng viện binh Ngô Việt đánh bại cuộc tấn công của Nam Đường. Khi quan hệ giữa ông và tướng Ngô Việt Bào Tu Nhượng (鮑修讓) bị đổ vỡ, ông tính giết Bào và tái quy phục Nam Đường, song Bào Tu Nhượng phát hiện được sự việc và ra tay giết Lý Nhân Đạt trước, Ngô Việt từ đó kiểm soát thực tế đối với khu vực.

## Nổi dậy chống Mân
Lý Nhân Đạt được thuật là người Quang châu — những người nhập cư Quang châu đến Phúc Kiến dưới sự lãnh đạo của Vương triều vào năm 885.
Lý Nhân Đạt giữ chức Nguyên Tòng chỉ huy sứ của nước Mân, song 15 năm không được thăng chức. Đương thời, Vương Hy tại Phúc châu và em là Vương Diên Chính tại Kiến châu xảy ra đấu tranh, Vương Diên Chính lập nước Ân. Lý Nhân Đạt không theo, chạy sang với Vương Diên Chính, được Vương Diên Chính cho làm tướng. Đến khi Chu Văn Tiến sát hại Vương Hy vào năm 944 và xưng đế, Lý Nhân Đạt lại trốn thoát về Phúc châu và bày sách lược chiếm Kiến châu. Chu Văn Tiến có ác cảm với hành động phản phúc của Lý Nhân Đạt, không trao cho chức vụ nào và buộc phải cư trú tại Phúc Thanh.
Cũng trong năm 944, Chu Văn Tiến bị bộ hạ là Lâm Nhân Hàn (林仁翰) giết, Nhân Hàn dâng thành Phúc châu cho Vương Diên Chính. Vương Diên Chính cải quốc hiệu sang Mân, song không thiên đô từ Kiến châu đến Phúc châu vì lo ngại Nam Đường. Vương Diên Chính sai con nuôi là Vương Kế Sương (王繼昌) trấn thủ Phúc châu, quản lý quân sự của nam đô, cho Hoàng Nhân Phúng (黃仁諷) làm trấn át sứ.
Lý Nhân Đạt và một người khác từng phản Vương Diên Chính là Trần Kế Tuân (陳繼珣) thấy Phúc châu rơi vào tay Vương Diên Chính thì trong lòng bất an. Lý Nhân Đạt ngầm vào thành Phúc châu, cùng Trần Kế Tuân thuyết phục Hoàng Nhân Phúng rằng Kiến châu gặp nguy trước quân Nam Đường, và nên nổi dậy chiếm Phúc châu, Hoàng Nhân Phúng thuận theo. Đêm đó, đám Lý Nhân Đạt dẫn giáp sĩ đột nhập phủ, giết Vương Kế Xương và Ngô Thành Nghĩa (吳成義).

## Lập và giết Trác Nham Minh
Lý Nhân Đạt muốn tự lập, song lo sợ mọi người không phục. Ông biết nhà sư Trác Nham Minh ở chùa Tuyết Phong được mọi người xem trọng, bèn nói "Vị sư này mắt có đồng tử lớn, tay dài quá đầu gối, đúng là chân Thiên tử." Ngày Kỉ Hợi (3) tháng 3 năm Ất Tị (17 tháng 4 năm 945), Lý Nhân Đạt lập Trác Nham Minh làm hoàng đế, bỏ áo sư để mang áo bào, song vẫn dùng niên hiệu của Hậu Tấn và sai sứ phụng biểu xưng phiên với Hậu Tấn.
Vương Diên Chính biết tin bèn cho tàn sát gia đình của Hoàng Nhân Phúng, lệnh cho Thống quân sứ Trương Hán Chân (張漢真) đem 5000 thủy quân, cùng với binh sĩ Chương châu và Tuyền châu thảo phạt đám Trác Nham Minh. Trương Hán Chân dến thành Phúc châu, tấn công cửa đông của thành, Hoàng Nhân Phúng biết gia đình bị giết thì mở cổng lực chiến, đại phá quân Trương Hán Chân, bắt rồi chém Trương Hán Chân.
Lý Nhân Đạt tự phong là phán Lục quân thập nhị vệ sự, cho Hoàng Nhân Phúng giữ cửa tây và Trần Kế Tuân giữ cửa bắc. Hoàng Nhân Phúng sau đó than khóc với Trần Kế Tuân rằng:
Làm người phải có trung, tín, nhân, nghĩa. Tôi từng có công với Phú Sa [tức Vương Diên Chính], song lại làm phản, thế là phi trung. Người ta đem tụng tử giao phó cho tôi song tôi lại cùng người khác giết đi, thế là phi tín. Vừa rồi chiến với binh sĩ Kiến châu, những người bị giết đều là cố nhân đồng hương, thế là phi nhân. Bỏ thê tử, để như cá thịt, thế là phi nghĩa. Thân này mười chìm chín nổi, chết vẫn còn thẹn.

Trần Kế Tuân cảnh báo Hoàng Nhân Phúng quên việc này để không chuốc lấy họa. Tuy nhiên, Lý Nhân Đạt biết chuyện, bèn sai người vu cáo Hoàng Nhân Phúng và Trần Kế Tuân mưu phản rồi đem giết đi. Từ đó, binh quyền đều về tay Lý Nhân Đạt. Ngày Đinh Tị (22) tháng 5 (4 tháng 7), Lý Nhân Đạt đại duyệt chiến sĩ, đề nghị Trác Nham Minh quan sát. Lý Nhân Đạt ngầm sai quân sĩ bất ngờ lên thềm thích giết Trác Nham Minh. Theo âm mưu sắp đặt, Lý Nhân Đạt giả bộ kinh hãi, chật vật chạy trốn, quân sĩ cùng bắt lấy Lý Nhân Đạt, đưa lên ngồi chỗ của Trác Nham Minh. Lý Nhân Đạt tự xưng Uy Vũ lưu hậu, dùng niên hiệu Bảo Đại của Nam Đường, phụng biểu xưng phiên với Nam Đường, đồng thời sai sứ vào cống với Hậu Tấn. Hoàng đế Nam Đường là Lý Cảnh cho Lý Nhân Đạt làm Uy Vũ tiết độ sứ, Đồng bình chương sự, ban danh Hoằng Nghĩa, đưa vào thuộc tịch (thuộc hoàng tộc Nam Đường). Lý Hoằng Nghĩa cũng sai sứ thiết lập quan hệ hữu nghị với Ngô Việt.

## Quy phục Nam Đường và Hậu Tấn
Mùa thu năm 945, Kiến châu thất thủ trước quân Nam Đường, Vương Diên Chính đầu hàng, Mân diệt vong. Sau đó, toàn bộ lãnh địa cũ của Mân quy phục Nam Đường. Một thành viên hoàng tộc Mân là Tuyền châu thứ sử Vương Kế Huân (王繼勳) viết thư cho Lý Hoằng Nghĩa, đề xuất thiết lập quan hệ hữu nghị, Lý Hoằng Nghĩa lấy cớ Tuyền châu vốn lệ thuộc Uy Vũ quân nên cho rằng hành động này trái phép tắc. Tháng 4 năm Bính Ngọ (946), Lý Nhân Đạt khiển đệ là Lý Hoằng Thông (李弘通) tấn công Tuyền châu. Tại Tuyền châu, Lưu Tòng Hiệu nhân cơ hội này phế Vương Kế Huân và đoạt quyền, sau đó đẩy lui cuộc tấn công của Lý Hoằng Thông.
Khi Nam Đường chiếm Kiến châu, có người muốn thừa thắng đoạt luôn Phúc châu, song Hoàng đế Nam Đường không tán thành. Xu mật sứ Trần Giác (陳覺) thỉnh tự đi thuyết phục Lý Hoằng Nghĩa nhập triều. Lý Cảnh cũng ban tước "quốc phu nhân" cho mẹ và vợ của Lý Hoằng Nghĩa, ban chức quan cho bốn em trai của ông, bổ nhiệm Trần Giác làm Phúc châu tuyên dụ sứ, thưởng nhiều vàng và lụa cho Lý Hoằng Nghĩa. Tuy nhiên, Lý Hoằng Nghĩa biết được sách lược này, đến khi gặp Trần Giác thì đối đãi vô lễ và lạnh nhạt. Trần Giác dời Phúc châu mà không dám bảo Lý Hoằng Nghĩa nhập triều.
Trên đường về Kim Lăng, Trần Giác đi đến Kiếm châu, giả chiếu Lý Cảnh lệnh cho Lý Hoằng Nghĩa nhập triều, tự xưng quyền Phúc châu quân phủ sự, phát binh Đinh châu, Kiến châu, Phủ châu, và Tín châu, dưới quyền Kiến châu giám quân sứ Phùng Diên Lỗ (馮延魯) đến Phúc châu nghênh Lý Nhân Đạt. Phùng Diên Lỗ trước tiên viết thư cho Lý Nhân Đạt chỉ rõ họa phúc, Lý Nhân Đạt đáp thư thỉnh chiến. Lý Nhân Đạt sai Lâu thuyền chỉ huy sứ Dương Sùng Bảo (楊崇保) đem binh sĩ trong châu kháng cự. Lý Cảnh ban đầu rất tức giận vì Trần Giác chuyên lệnh, song vẫn quyết định viện trợ. Ngày Đinh Sửu (19) tháng 8 (17 tháng 9), Trần Giác và Phùng Diên Lỗ đánh bại Dương Sùng Bảo tại Hậu Quan (候官), đến ngày Mậu Dần hôm sau thừa thắng tấn công cửa tây của thành Phúc châu. Lý Nhân Đạt xuất kích, giành được thắng lợi, bắt được Tả Thần Uy chỉ huy sứ Dương Khuông Nghiệp (楊匡鄴) của Hậu Đường. Lý Cảnh bổ nhiệm Vĩnh An tiết độ sứ Vương Sùng Văn (王崇文) làm Đông Nam diện đô chiêu thảo sứ, Ngụy Sầm (魏岑) là Đông diện giám quân sứ, Phùng Diên Lỗ là Nam diện giám quân sứ, hội binh công Phúc châu, chiếm được ngoại quách. Lý Nhân Đạt cố thủ tại thành thứ nhì.

## Quy phục Ngô Việt
Lý Hoằng Nghĩa tự xưng Uy Vũ lưu hậu, quyền tri Mân quốc sự, đổi tên là Hoằng Đạt, dâng biểu xin lệnh với Hậu Tấn. Ngày Giáp Ngọ (7) tháng 9 (4 tháng 10), Hoàng đế Thạch Trọng Quý của Hậu Tấn bổ nhiệm ông là Uy Vũ tiết độ sứ, Đồng bình chương sự, tri Mân quốc sự. Ngày Tân Sửu (14) cùng tháng (11 tháng 10), quân Hậu Đường tiến đến cầu cửa Thiện Hóa, Đô chỉ huy sứ Đinh Ngạn Trinh đem 100 binh sĩ kháng cự. Lý Hoằng Đạt lui quân bảo vệ Thiện Hóa môn, ngoại thành lại đều rơi vào tay quân Hậu Đường
Lý Hoằng Đạt lại đổi tên thành Lý Đạt, sai sứ dâng biểu xưng thần và mượn quân Ngô Việt. Ngày Kỉ Dậu (22) tháng 11 (18 tháng 12), binh sĩ Ngô Việt đến Phúc châu, từ bến cá phía nam bí mật vào châu thành. Quân Nam Đường tiến chiếm Đông Vũ môn, Lý Đạt cùng quân Ngô Việt cùng chống cự song không thuận lợi. Từ đó, trong ngoài bị cắt đứt, trong thành càng nguy khốn. Lý Cảnh sai thứ sử Tín châu là Vương Kiến Phong (王建封) trợ giúp tiến công Phúc châu. Tuy nhiên, nội bộ quân Nam Đường hỗn loạn, Vương Sùng Văn tuy là nguyên soái song Trần Giác, Phùng Diên Lỗ, Ngụy Sầm tranh quyền; còn Lưu Tòng Hiệu và Vương Kiến Phong không phục không tuân mệnh, họ tranh công với nhau, tiến thoái không tương ứng.
Ngô Việt lại phái thủy quân dưới quyền Dư An (余安) đi theo đường biển đến cứu viện Phúc châu, song ban đầu không thể đổ bộ. Phùng Diên Lỗ cho rằng để quân Ngô Việt đổ bộ thì sẽ tiêu diệt được toàn bộ, khi đó Phúc châu không cần tiến công cũng sẽ tự hàng. Tuy nhiên, quân Ngô Việt sau khi đổ bộ thì rất phấn khích, Phùng Diên Lỗ không địch nổi, bỏ binh sĩ mà chạy. Quân Ngô Việt thừa thắng mà tiến, trong thành Phúc châu cũng xuất binh, giáp kích quân Nam Đường, giành được đại thắng, quân Ngô Việt tiếp tục truy kích quân Nam Đường. Dư An dẫn binh tiến vào Phúc châu, biến đây thành căn cứ của Ngô Việt. Dư An sau đó trở về kinh đô Tiền Đường của Ngô Việt, Tiền Hoằng Tá khiển Đông Nam an phủ sứ Bào Tu Nhượng (鮑修讓) chỉ huy quân Ngô Việt phòng thủ tại Phúc châu.
Sang năm 947, Tiền Hoằng Tá mất và người kế vị là Tiền Hoằng Tông. Lý Đạt để em họ là Lý Thông (tức Lý Hoằng Thông) làm tri Phúc châu lưu hậu, tự đến Tiền Đường yết kiến Tiền Hoằng Tông. Tiền Hoằng Tông "thừa chế" thăng Lý Đạt là kiêm thị trung, đổi tên là Nhụ Uân. Không lâu sau, Lý Nhụ Uân lo sợ rằng Tiền Hoằng Tông muốn giữ ông lại Tiền Đường, và dùng 20 măng bằng vàng cùng những đồ quý khác hối lộ Nội nha thống quân sứ Hồ Tiến Tư (胡進思), xin được về Phúc châu. Hồ Tiến Tư thỉnh cầu cho Lý Nhụ Uân, Tiền Hoằng Tông chấp thuận.

## Qua đời
Tuy nhiên, sau đó Lý Nhụ Uân và Bào Tu Nhượng không hòa hợp, Lý Nhụ Uân âm mưu ám sát Bào Tu Nhượng và đem Phúc châu hàng Nam Đường. Bào Tu Nhượng biết chuyện nên dẫn binh tiến công phủ đệ của Lý Nhụ Uân, giết Lý Nhụ Uân ngay hôm đó, và tru di người thân của ông, bao gồm Lý Thông. Ngày Kỉ Dậu (29) tháng 12 (11 tháng 2 năm 948), Bào Tu Nhượng truyền thủ cấp của Lý Nhụ Uân đến Tiền Đường, Tiền Hoằng Tông cho Thừa tướng Ngô Trình (吳程) quản lý Uy Vũ.